# ハロルド・ウィルソン
ウィルソン・オブ・リーヴォール男爵ジェームズ・ハロルド・ウィルソン（英語: James Harold Wilson, Baron Wilson of Rievaulx、1916年3月11日 – 1995年5月24日）は、イギリスの政治家。労働党党首、首相を務めた。

## 経歴
1916年3月11日、ハダースフィールドに誕生する。オックスフォード大学ジーザス・カレッジを卒業し、21歳で同大学の経済学講師に就任する。
1945年イギリス総選挙で庶民院議員に初当選し、クレメント・アトリー内閣に次官級で入閣する。1947年には商業大臣（President of the Board of Trade）に就任する。
1960年、労働党党首選挙に初めて挑むが、現職のヒュー・ゲイツケルに大差で惨敗する。しかし、1963年にゲイツケルの急死に伴う党首選挙に再挑戦して当選する。
1964年イギリス総選挙では労働党が13年ぶりに勝利し、首相に就任する。第6回選挙法改正を行い、18歳以上の男女に選挙権を与えた。
1970年イギリス総選挙で敗北して下野するが、1974年2月イギリス総選挙で労働党が過半数に及ばないものの第1党になったため、少数与党内閣を組織して首相に返り咲いた。さらに安定した政局運営を図って7か月後に議会を解散し、同年10月の総選挙の結果、辛うじて過半数に達した。
1975年4月、労働党内の意見が二分される中、ヨーロッパ経済共同体への残留を国民投票により決定した。任期終了まで首相を務めあげるかと思われたが、1976年3月に首相を突然辞任した。

## 引退後
引退後は1985年までブラッドフォード大学学長を務めた他、王立統計協会会長などを務めて1995年5月に死去した。なお1976年3月に突然引退した理由は長く明らかにされなかったが、死後にアルツハイマー病がその理由だったことが初めて公表された。

## エピソード
- ビートルズの「タックスマン」の歌詞に出てくる人物としても有名である。
- 1958年2月のミュンヘンの悲劇における機長への扱いに関して言及し、同事故の再調査が行なわれるきっかけを作り、これによって機長への過失が晴れることになった。
- 1979年9月にアメリカを訪問した際にテキサス工科大学で講演を行い、アメリカの中国観について批判した。講演では中国がソビエト連邦同様共産主義者に過ぎないこと、悪者と見られてきたソビエト連邦が中国を憎悪しているからといって中国は善人に違いないという思考は賛成できないとして、中国を信頼しないとする厳しい姿勢を見せた[1]。